# Scat Daddy
Scat Daddy (2004-2015) est un cheval de course pur-sang anglais américain. L'un des meilleurs poulains de sa génération, il est surtout devenu un étalon-phénomène, malgré une carrière précocement écourtée.

## Carrière de courses
Élevé dans le Kentucky par le Suisse Axel Wend, Scat Daddy est présenté foal aux ventes de yearlings de Saratoga, où le banquier James T. Scatuorchio s'en porte acquéreur pour $ 250 000 et l'envoie chez Todd Pletcher, l'un des entraîneurs américains les plus en vue. Le poulain débute victorieusement à Belmont Park en juin de ses 2 ans, laissant une belle impression confirmée par son succès, plus étriqué c'est vrai, quelques étages au-dessus dans un groupe 2, les Sanford Stakes. Il n'en faut pas plus, mais c'est déjà pas mal, pour attirer l'attention de Coolmore, l'une sinon la plus grande puissance d'élevage sur la planète. Pour un montant tenu secret, les Irlandais acquiert une part du poulain en vue, déjà, de sa carrière d'étalon. Mais c'est sous les couleurs de James Scatuorchio qu'il continue à se produit et prend la deuxième place des Hopeful Stakes, l'un des grands tournois américains pour 2 ans, avant de s'adjuger un premier groupe 1, les Champagne Stakes. Scat Daddy conclut sa saison par une défaite dans le Breeders' Cup Juvenile, où il ne peut faire mieux que quatrième de Street Sense.   
De retour à 3 ans, Scat Daddy se classe troisième d'un groupe 3 en Floride, en prélude à une victoire in extremis dans les Foutain of Youth Stakes. En progression régulière, il s'offre le Florida Derby, l'une des principales voies d'accès aux épreuves de la Triple Couronne. Le voilà propulsé troisième favori du Kentucky Derby, mais l'aventure tourne court : le poulain se blesse durant le parcours et un mois plus tard son entourage annonce que sa carrière est terminée. Scat Daddy rentre au haras plus tôt que prévu.   

### Résumé de carrière
| Date        | Hippodrome      | Pays        | Course                   | Statut      | Distance    | Jockey            | Place       | Écart       | Vainqueur ou deuxième |
| 2006, 2 ans | 2006, 2 ans     | 2006, 2 ans | 2006, 2 ans              | 2006, 2 ans | 2006, 2 ans | 2006, 2 ans       | 2006, 2 ans | 2006, 2 ans | 2006, 2 ans           |
| ----------- | --------------- | ----------- | ------------------------ | ----------- | ----------- | ----------------- | ----------- | ----------- | --------------------- |
| 3 juin      | Belmont Park    | États-Unis  | Maiden                   |             | 1 100 m     | John R. Velazquez | 1er / 4     | 5 ¼         | Trip to The Bank      |
| 27 juillet  | Saratoga        | États-Unis  | Sanford Stakes           | Gr. 2       | 1 200 m     | John R. Velazquez | 1er / 5     | encolure    | Teuflesberg           |
| 4 septembre | Saratoga        | États-Unis  | Hopeful Stakes           | Gr. 1       | 1 400 m     | John R. Velazquez | 2e / 5      | 4 ¼         | Circular Quay         |
| 14 octobre  | Belmont Park    | États-Unis  | Champagne Stakes         | Gr. 1       | 1 600 m     | John R. Velazquez | 1er / 10    | 3/4         | Nobiz Like Shobiz     |
| 4 novembre  | Churchill Downs | États-Unis  | Breeders' Cup Juvenile   | Gr. 1       | 1 700 m     | John R. Velazquez | 4e / 14     | 15          | Street Sense          |
| 2007, 3 ans |                 |             |                          |             |             |                   |             |             |                       |
| 3 février   | Gulfstream Park | États-Unis  | Holy Bull Stakes         | Gr. 3       | 1 600 m     | John R. Velazquez | 3e / 8      | 2 ¾         | Nobiz Like Shobiz     |
| 3 mars      | Gulfstream Park | États-Unis  | Fountain of Youth Stakes | Gr. 2       | 1 800 m     | John R. Velazquez | 1er / 9     | nez         | Stormello             |
| 31 mars     | Gulfstream Park | États-Unis  | Florida Derby            | Gr. 1       | 1 800 m     | Edgar Prado       | 1er / 9     | 1 ¼         | Notional              |
| 5 mai       | Churchill Downs | États-Unis  | Kentucky Derby           | Gr. 1       | 2 000 m     | Edgar Prado       | 18e / 20    | 40          | Street Sense          |

## Au haras
Scat Daddy commence sa carrière d'étalon en 2008 à Ashford Stud, la branche américaine de Coolmore, à $ 30 000 la saillie. Durant l'hiver, il fait la saison de monte de l'hémisphère sud au haras australien de Coolmore (en 2008), puis au Haras Paso Nevado au Chili (de 2009 à 2011). Le temps que ses premiers produits apparaissent sur les hippodromes, le tarif de Scat Daddy baisse, comme de coutume, jusqu'à descendre à $ 10 000 en 2011. Mais il ne tarde pas à remonter, car ses talents de reproducteur commencent à faire parler, tant au Chili, où il est trois fois sacré meilleur père de 2 ans avec ses trois générations, et obtiendra deux titres de tête de liste des étalons (2014 et 2015), qu'aux États-Unis et en Europe. Dès lors, terminée la navette avec l'hémisphère sud, Scat Daddy reste toute l'année dans le Kentucky. Tête de liste des étalons de première production aux États-Unis en 2011, son prix de saillie remonte et l'étalon est annoncé à $ 100 000 la saillie pour la saison 2016, qu'il ne verra pas puisqu'il meurt en décembre 2015, terrassé par une crise cardiaque. La carrière d'étalon de Scat Daddy aura été brève et brisée en plein élan : le meilleur était sans doute à venir puisque ses succès allaient lui amener une jumenterie bien plus qualitative qu'à ses débuts. Néanmoins, il eut le temps de donner avec huit générations une vingtaine de lauréats de groupe 1 (dont sept au Chili, un au Japon et un en Australie) tant, c'est à noter, sur le dirt que sur le gazon, et des étalons capables de poursuivre sa lignée, tels No Nay Never et Justify, deux reproducteurs extrêmement cotés. En 2018, quatre de ses produits étaient au départ du Kentucky Derby, dont le vainqueur Justify - du jamais vu. 
Parmi les meilleurs produits de Scat Daddy, on peut citer (avec le père de mère entre parenthèses) : 
- Justify (Ghostzapper) : Invaincu, treizième détenteur de la Triple Couronne américaine (Kentucky Derby, Preakness Stakes, Belmont Stakes), Santa Anita Derby, cheval de l'année aux États-Unis (2018), membre du Hall of Fame des courses américaines.
- Lady Aurelia (Foreste Wildcat) : Prix Morny, King's Stand Stakes, Meilleure 2 ans européenne en 2016.
- Skitter Scatter (Street Cry) : Moyglare Stud Stakes, Meilleure 2 ans européenne en 2018.
- Caravaggio (Holy Bull) : Phoenix Stakes, Commonwealth Cup.
- No Nay Never (Elusive Quality) : Prix Morny, l'un des meilleurs étalons européens.
- Mendelssohn (Tricky Creek) : Breeders' Cup Juvenile
- Sioux Nation (Oasis Dream) : Phoenix Stakes
- Lady of Shamrock (Blushing John) : American Oaks, Del Mar Oaks
- Dacita (Seeker's Reward): Premio Arturo Lyon Pena, Premio Polla de Potrancas, Las Oaks Carlos Hirmas A, Diana Stakes, Beverly D. Stakes.
- Nickname (Borrego) : Frizette Stakes
- Con Te Partiro (Street Cry) : Coolmore Classic, Legacy Stakes
- Mr. Melody (Deputy Minister) : Takamatsunomiya Kinen.

Les filles de Scat Daddy (qui s'arrachent à prix d'or dans les ventes publiques, Coolmore raflant souvent la mise) commencent à s'affirmer au haras, à l'image de Daddys Lil Darling (par Houston), lauréate des American Oaks et mère de la classique européenne Savethelastdance (par Galileo), lauréate des Irish Oaks.

## Origines
Scat Daddy est le principal titre de gloire au haras de son père Johannesburg, américain de naissance et qui fit carrière des deux côtés de l'Atlantique, sous la casaque de Coolmore. Invaincu à 2 ans, il réussit un exploit que seul le mythique Arazi avait réussi avant lui : être sacré meilleur 2 ans d'Europe (où il remporta trois groupe 1 : Phoenix Stakes, Prix Morny et Middle Park Stakes) et meilleur 2 ans des États-Unis, où il s'imposa dans le Breeders' Cup Juvenile, prouvant une aptitude à réussir tant sur le gazon que sur le dirt, que Scat Daddy sut lui aussi transmettre. Il ne put cependant confirmer à 3 ans, échouant dans le Kentucky Derby et en Angleterre dans le Golden Jubilee Stakes, avant de se retirer en cours de saison. Ayant fait la monte aux États-Unis, en Australie et au Japon, Johannesburg n'a peut-être pas réussi une seconde carrière à la hauteur de sa qualité en piste, mais il a donné tout de même plusieurs lauréats de groupe 1 dont Sageburg (Prix d'Ispahan) , Strapping Groom (Forego Stakes), Turffontein (William Reid Stakes, Sir Rupert Clarke Stakes) ou Once Were Wild (AJC Oaks, en Australie).   
Restée inédite, mais fille de l'illustre Mr. Prospector, Love Style, la mère de Scat Daddy, a bien réussi au haras, donnant plusieurs bons chevaux dont Antipathy (par A.P. Indy), lauréate d'un groupe 3 et troisième des Ogden Phipps Stakes (Gr.1) et True Style (par Forestry), mère de Classic Fit (par Bernardini), deuxième des Mother Goose Stakes (Gr.2). La deuxième mère de Scat Daddy, Likeable Style, s'est imposée au niveau groupe 1 dans les Las Virgenes Stakes. Elle est elle-même née d'une placée de groupe 1, Personable Lady (deuxième des Santa Susana Stakes). 

### Pedigree
| Origines de Scat Daddy (USA), mâle bai brun né en 2004 | Origines de Scat Daddy (USA), mâle bai brun né en 2004 | Origines de Scat Daddy (USA), mâle bai brun né en 2004 | Origines de Scat Daddy (USA), mâle bai brun né en 2004 |
| ------------------------------------------------------ | ------------------------------------------------------ | ------------------------------------------------------ | ------------------------------------------------------ |
| Père Johannesburg b. 1999                              | Hennessy ch. 1993                                      | Storm Cat dkb/br. 1983                                 | Storm Bird                                             |
| Père Johannesburg b. 1999                              | Hennessy ch. 1993                                      | Storm Cat dkb/br. 1983                                 | Terlingua                                              |
| Père Johannesburg b. 1999                              | Hennessy ch. 1993                                      | Island Kitty ch. 1976                                  | Hawaii                                                 |
| Père Johannesburg b. 1999                              | Hennessy ch. 1993                                      | Island Kitty ch. 1976                                  | T. C. Kitten                                           |
| Père Johannesburg b. 1999                              | Myth b. 1993                                           | Ogygian b. 1983                                        | Damascus                                               |
| Père Johannesburg b. 1999                              | Myth b. 1993                                           | Ogygian b. 1983                                        | Gonfalon                                               |
| Père Johannesburg b. 1999                              | Myth b. 1993                                           | Yarn dkb/br. 1987                                      | Mr. Prospector                                         |
| Père Johannesburg b. 1999                              | Myth b. 1993                                           | Yarn dkb/br. 1987                                      | Narrate                                                |
| Mère Love Style ch. 1999                               | Mr. Prospector b. 1970                                 | Raise A Native ch. 1961                                | Native Dancer                                          |
| Mère Love Style ch. 1999                               | Mr. Prospector b. 1970                                 | Raise A Native ch. 1961                                | Raise You                                              |
| Mère Love Style ch. 1999                               | Mr. Prospector b. 1970                                 | Gold Digger b. 1962                                    | Nashua                                                 |
| Mère Love Style ch. 1999                               | Mr. Prospector b. 1970                                 | Gold Digger b. 1962                                    | Sequence                                               |
| Mère Love Style ch. 1999                               | Likeable Style b. 1990                                 | Nijinsky b. 1967                                       | Northern Dancer                                        |
| Mère Love Style ch. 1999                               | Likeable Style b. 1990                                 | Nijinsky b. 1967                                       | Flaming Page                                           |
| Mère Love Style ch. 1999                               | Likeable Style b. 1990                                 | Personable Lady b. 1981                                | No Robbery                                             |
| Mère Love Style ch. 1999                               | Likeable Style b. 1990                                 | Personable Lady b. 1981                                | Porthole (famille 1-w)                                 |